# Communicatie bij honden

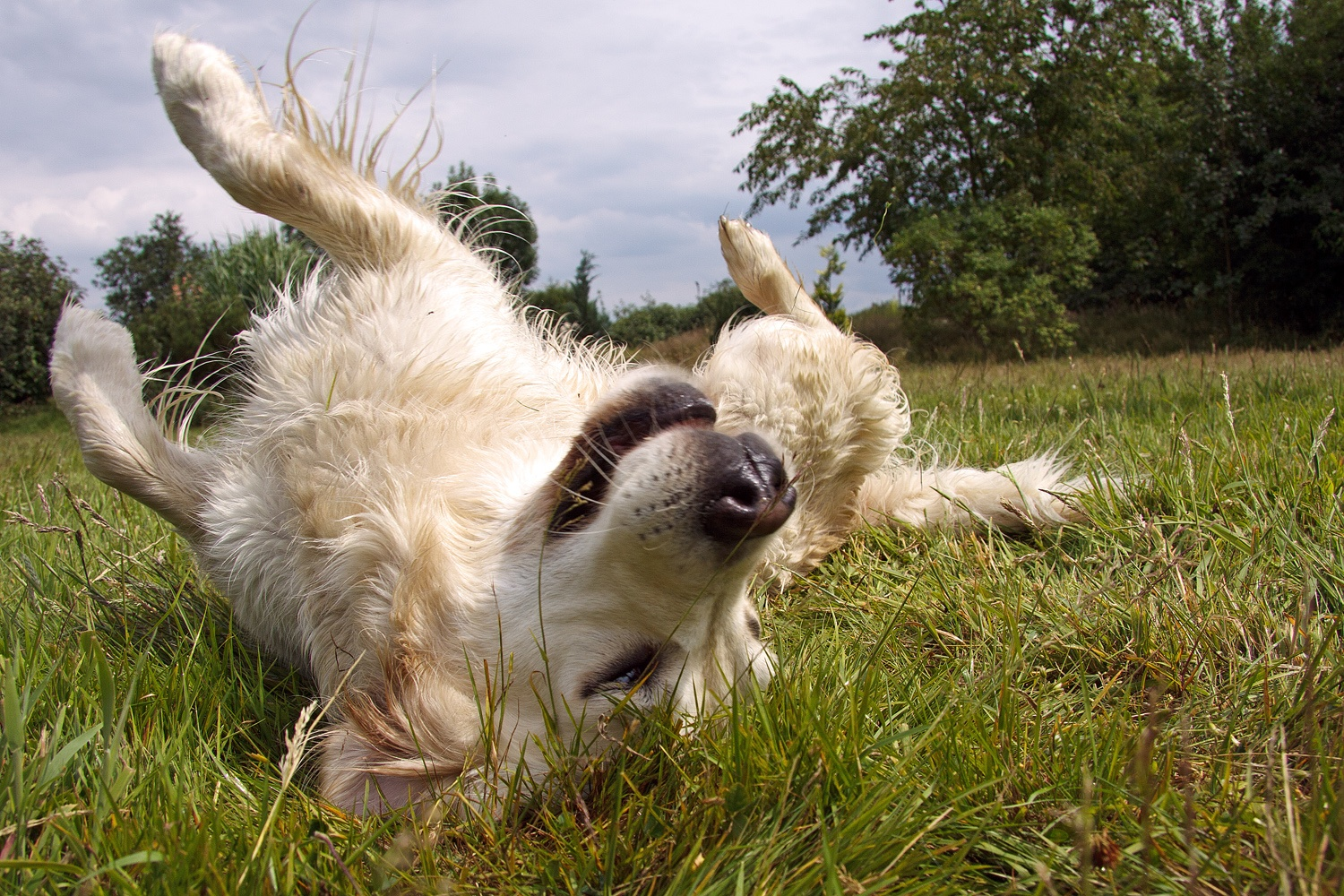
Een hond rolt op zijn rug en wrijft zijn schouders tegen de grond en toont zo blijdschap.

Communicatie is de overdracht van informatie tussen twee honden of tussen een hond en een mens. Het gedrag dat hiermee in verband staat omvat onder andere de blik, gezichtsuitdrukking, vocalisatie, lichaamshouding en gustatorische communicatie (lichaamsgeur, feromonen en smaak). Mensen communiceren met honden via vocalisatie, handgebaren, lichaamshouding en aanrakingen.

## Communicatiemiddelen
Het onderlinge contact van honden vindt voornamelijk plaats via lichaamshoudingen, stand van de staart, de oren en de mimiek. De stand van de staart en oren is, in samenspel met de totale houding van het lichaam van belang voor onderlinge hiërarchie van elkaar ontmoetende of samenlevende honden.
De intentie van dreiging zien we vaak via mimiek. De mate en de manier waarop de tanden door het wegtrekken van de lippen te zien zijn en het rimpelen van de neus zijn duidelijk waarneembare signalen.

### Fysiek

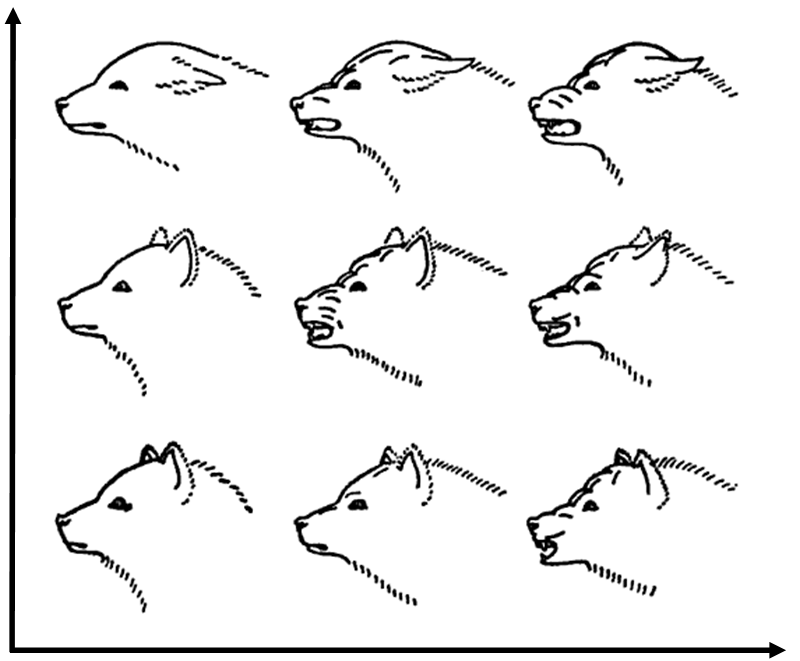
Een illustratie van Konrad Lorenz die verschillende gezichtsuitdrukkingen van de hond toont.

De lichaamstaal van honden gelijkt sterk op die van wolven. Toch is er enig ervaring nodig om ze te begrijpen omdat de vacht, lichaamsgrootte, uiterlijk en gelaatsuitdrukkingen van de huishond in de loop van zijn ontwikkeling sterk veranderd zijn in vergelijking met die van de wolf.
Een ontspannen en tevreden hond heeft een ontspannen lichaamshouding en een neutrale gelaatsuitdrukking. De oren bevinden zich in de rastypische, natuurlijke positie en de staart hangt naar beneden. De hond zal zich niet kleiner of groter maken. De ogen van het dier zijn een beetje gesloten, de halsspieren en de snuit zijn ontspannen.
Een zelfbewuste hond, die andere zijn superioriteit wil tonen, ziet er helemaal anders uit. Hij of zij zal proberen zo groot en sterk mogelijk te lijken. De rechtopstaande oren, de gebogen rug en de hoog opgerichte kop laten zien dat hij of zij actie wil ondernemen.
Angstige honden tonen hun onderdanigheid door zich klein te maken en op de grond in elkaar gedoken te gaan zitten. Hun oren liggen dan vlak bij hun kop, de lippen zijn vaak tot een 'grijns' samengetrokken, de ogen slechts spleetjes. De staart hangt naar beneden of tussen de achterpoten. Wanneer een hond zich wil overgeven, rolt hij of zij zich op zijn zijde of op zijn rug en laat deze in sommige gevallen ook een beetje urine lopen om zijn of haar tegenstander te paaien.

#### Anaalklieren
In geval van angst en paniek kan de hond de inhoud van de anaalklieren uitdrukken. Deze bevinden zich vlak bij de anus en bevatten een stinkende substantie. Bij wolven vinden we op de staart, ongeveer 7½ centimeter vanaf de aanzet, staartwortelklieren. Deze scheiden een zogenaamd feromoon af. Deze stof zou het gedrag beïnvloeden. Bij honden vinden we af en toe een rudimentaire vorm van deze klieren.

#### Lichaam
- Stijve poten, opgericht lichaam, stijve voorwaartse beweging – dominante hond[1]:184
- Lichaam leunt lichtjes naar voren, voeten zijn stijf – uitdaging naar een dominante hond, een conflict kan volgen[1]:187
- Laag lichaam in combinatie met toegenepen gezichtsuitdrukking – onderdanigheid[1]:188

##### Borstelen
Bij de lichaamshouding behoort ook het zogenaamde borstelen. Hierbij worden de haren in de nek, op de rug, boven de staart en soms ook op de staart omhoog gezet. We zien dit borstelen zowel bij dominante honden als bij angstige honden. Het verhoogde adrenalinegehalte in het bloed dat nu eenmaal bij noodzakelijke verhoging van lichamelijke activiteit vrijkomt, is er de oorzaak van dat de vacht zich opzet. Borstelen is een teken van opwinding.

#### Mimiek
Door de gelaatsuitdrukking kan men te weten komen of de hond bereid is tot het aangaan van een gevecht of juist de neiging tot vluchten vertoont. Wanneer de lippen zijn weggetrokken en alleen de voorste tanden worden getoond is er sprake van zelfbewuste agressie. Deze hond zal liever vechten dan vluchten.
| Mimiek                              | Beschrijving & betekenis | Foto |
| ----------------------------------- | --- | ---- |
| Hoofd                               | Een dominante of dreigende hond dat een andere hond direct aankijkt en langdurig oogcontact probeert vast te houden terwijl deze zijn of haar lichaam naar voren leunt. Dit is een dreigement, de hond is zijn of haar wapens aan het richten naar de andere hond. Deze mimiek is vaak te zien bij aangelijnde honden die elkaar voor het eerst ontmoeten. Als de eigenaars van de honden niet op de signalen letten, kan dit uitdraaien tot agressie. |      |
| Hoofd: omlaag                       | Een onderdanige hond die een dominante hond benaderd met zijn of haar hoofd omlaag probeert aan te tonen dat hij of zij in geen geval wil vechten. Af en toe wijst de hond ook met zijn neus vluchtig naar de snuit van de dominante hond. |      |
| Hoofd: wegdraaien                   | Een hond die zijn of haar hoofd wegdraait van een andere hond of van een mens wil een conflict vermijden. Het wegdraaien van het hoofd naar een profielaanzicht, of naar een achteraanzicht is een kalmerend signaal. |      |
| 'Lachen'                            | 'Lachen' wordt gezien als een kalmerend signaal. |      |
| Mond: lichtjes geopend              | De mond is ontspannen en lichtjes geopend. De tong steekt eventueel een beetje uit of rust op de onderste snijtanden. Dit is een teken dat de hond blij en ontspannen is. |      |
| Mond: gesloten                      | De mond is gesloten en de tanden en de tong zijn niet zichtbaar. Meestal kijkt de hond in één richting. De oren en het hoofd leunen een beetje naar voor. Dit toont aan dat de hond aandachtig en geïnteresseerd is. Het is mogelijk dat hij of zij de situatie aan het inschatten is. |      |
| Mond: Gesloten met zichtbare tanden | Het krullen of optrekken van de lippen om de tanden, en eventueel ook het tandvlees, te laten zien is een waarschuwingssignaal waarmee de hond zijn of haar wapens laat zien. De 'tegenstander' heeft op dit moment nog de tijd om zich over te geven, weg te gaan, of om te antwoorden met een kalmerend signaal. |      |

##### Oren
Hoe hoger de stand van de oren, hoe beter de gemoedstoestand van de hond.
| Positie       | Beschrijving & betekenis | Foto |
| ------------- | --- | ---- |
| Naar voren    | Opstaande oren of oren die lichtjes naar voor wijzen – aandachtig of alert.:130                                                                     |      |
| Naar achteren | Oren die plat naar achteren tegen het hoofd liggen, tanden zichtbaar – angstige hond dat zichzelf zal verdedigen.:131                               |      |
| Naar achteren | Oren die plat naar achteren tegen het hoofd liggen, tanden niet zichtbaar – onderdanigheid.:131                                                     |      |
| Naar achteren | Oren lichtjes naar achteren getrokken en lichtjes gespreid – besluiteloosheid: ongemakkelijke achterdocht, kan snel omslaan naar agressie.:131      |      |
|               | Oren slaan in het rond, eerst lichtjes naar voren, dan lichtjes naar achteren of naar beneden – besluiteloosheid: eerder onderdanig en angstig.:131 |      |
| Opzij         | Oren die dicht tegen het hoofd getrokken worden om een ronder hoofd te creëren wordt gezien als een kalmerend signaal.                              |      |

##### Ogen
- Direct oogcontact – een bedreiging, expressie van dominantie, een waarschuwing dat de hond gaat aanvallen[1]:146
- direct oogcontact met een mens aan de eettafel gevolgd door staren naar eten – de hond wil het eten[1]:146
- Ogen die wegkijken om oogcontact te vermijden – het afbreken van oogcontact signaleert onderdanigheid[1]:147 het wordt ook gezien als een kalmerend signaal
- het knipperen met de ogen wordt ook gezien als een kalmerend signaal

#### Staart
Aan de manier waarop de staart gedragen wordt kan men veel opmaken over de gemoedstoestand van de hond. De stand van de staart geeft ook nauwkeurig aan op welke sociale hoogte de hond zich bevindt ten opzichte van de andere.
| Positie          | Beschrijving & betekenis | Foto |
| ---------------- | --- | ---- |
| Tussen de benen  | De staart is opgetrokken tussen de achterpoten. De hond is angstig. Deze houding kan ook een ritueel pacificerend signaal zijn om zich af te schermen tegen agressief gedrag van andere honden.                                            |      |
| Verticaal omlaag | De staart hangt naar beneden bij de achterpoten die lichtjes gebogen zijn waardoor het lichaam lager is. Deze hond is timide of onzeker.                                                                                                   |      |
| Diagonaal omlaag | De staart wordt net iets lager gedragen dan horizontaal maar is toch nog enige afstand verwijderd van de poten. Deze houding gaat eventueel gepaard met lichtjes gekwispel. De hond is onbezorgd en ontspannen.                            |      |
| Diagonaal omlaag | De staart hangt laag in de buurt van de achterpoten en kwispelt traag. Het kan zijn dat een hond die deze lichaamstaal vertoond zich niet goed voelt. Misschien heeft deze last van pijn of is deze hond om de één of andere reden triest. |      |
| Horizontaal      | De staart hangt horizontaal en wijst weg van de hond maar is niet stijf. De hond is aandachtig. |      |
| Horizontaal      | De staart hangt horizontaal, is kaarsrecht en stijf, en wijst weg van de hond. Dit is een initiële uitdaging en kan leiden tot agressie.                                                                                                   |      |
| Diagonaal omhoog | De staart staat diagonaal omhoog ergens tussen de horizontale en verticale positie. Dit is een dominante hond. |      |
| Verticaal omhoog | De staart staat verticaal omhoog en krult lichtjes over de rug. Deze hond is zelfzeker en dominant en voelt dat hij of zij de controle heeft over de situatie.                                                                             |      |

##### Kwispelen
- Snel kwispelen – opwinding[1]:171
- Lichtjes kwispelen, met kleine slagen – begroeting[1]:171
- Wijd kwispelen – vriendelijk[1]:172
- Wijd kwispelen, met slagen dat de heupen raken – speciale begroeting voor iemand speciaal[1]:172
- Traag kwispelen met een lage staart – niet zeker over wat te doen, onzeker[1]:173
- Kwispelen wordt gezien als een kalmerend signaal

Er wordt gezegd dat honden een links-rechts asymmetrie van de staart vertonen wanneer ze in interactie gaan met vreemden en het tegenovergestelde wanneer ze omgaan met mensen die ze kennen.

### Vocaal
De communicatie via geluid begint zodra de pup geboren is. Het eerste geluid is een kefferig gepiep. De moeder beantwoordt het geluid enkel als ze de pup ook kan zien.
Honden beschikken over een uitgebreid spectrum aan klanken om zich uit te drukken. Daartoe behoren kinderlijk gehuil, waarschuwend gegrom, geblaf dat een diep zelfbewustzijn uitdrukt, gehuil dat oplettendheid vereist, pijnlijk zacht gepiep of gejank en een gelukzalig gekreun. Er zijn honden die zelfs 'zingen', wanneer ze huilen en doen op die manier denken aan hun voorouders, de wolven.
Een wolf heeft zijn eigen typische manier van janken. Honden blaffen meer en gebruiken deze manier van communiceren op verschillende manieren om zich verstaanbaar te maken.

#### Blaffen
Blaffen dient om te waarschuwen, een dreiging of opwinding te uiten. Blaffen is waarschijnlijk een gedomesticeerd verschijnsel. Soms blaffen honden om de beurt vanuit hun eigen territorium naar elkaar. De onderlinge blafcommunicatie lijkt slechts een toestand van waakzaamheid of opwinding aan te geven.
Afhankelijk van de context kan de blaf van een hond variëren in timing, toonhoogte en amplitude. Het is mogelijk dat deze verschillende betekenissen hebben.

#### Janken
Een hond jankt wanneer hij of zij zich verlaten voelt. Volwassen honden zullen zelden of nooit naar elkaar janken.
Alaska-malamutes en Siberische husky's huilen ook. Huilen dient als een roep van eenzaamheid. Een ander gehuil is wat honden die jagen uitstoten.
Dreigend gegrom is een waarschuwing en hoor je ook tijdens een gevecht.
Een studie heeft aangetoond dat honden kunnen weten hoe groot een andere hond is enkel door te luisteren naar het grommen van deze hond. Een specifieke grom wordt door honden gebruikt om hun eten te beschermen. Het onderzoekt toont ook dat honden hun lichaamsgrootte niet willen, of niet kunnen, vervormen, en daarmee is het de eerste keer dat onderzoek heeft kunnen uitwijzen dat dieren elkaars grootte kunnen vaststellen d.m.v. het geluid dat ze voortbrengen. De test maakte gebruik van een heel aantal afbeeldingen van verschillende honden die werden afgebeeld in combinatie met een geluidsopname van een grommende hond. De resultaten toonde dat 20 van de 24 honden het eerst en het langst naar de afbeelding keken die overeenstemde met het gegrom.
Bovendien kunnen de meeste mensen afleiden uit het geblaf van een hond of deze alleen is, benaderd wordt door een vreemdeling, aan het spelen is, of agressief is, en zijn de meeste mensen ook in staat om te zeggen hoe groot een hond is gebaseerd op zijn gegrom. Dit wordt beschouwd als bewijs van co-evolutie tussen hond en mens.

### Zintuiglijk
Actie geeft reactie!
Prikkels veroorzaken bepaalde gedragingen. Een prikkel of een stimulus is ieder object, of gebeurtenis, dat wordt waargenomen via de zintuigen en dat het gedrag van een dier of mens beïnvloedt. Prikkels worden zowel ontvangen als verzonden.
De hond ontvangt diverse prikkels met behulp van diverse zintuigen. De zintuigen beschikken over receptoren die de prikkels naar het centrale zenuwstelsel leiden. De belangrijkste receptoren zijn:
- Het gehoororgaan.
- Het gezichtsvermogen.
- Het reukvermogen.
- De smaakzin.
- De tastzin.

#### Het gehoororgaan
Gehoororganen zijn bij honden beter ontwikkeld dan bij de mens. De hond kan zijn gehoorschelp in een bepaalde richting draaien. De oorschelpen kunnen onafhankelijk van elkaar bewegen.

#### Het gezichtsvermogen

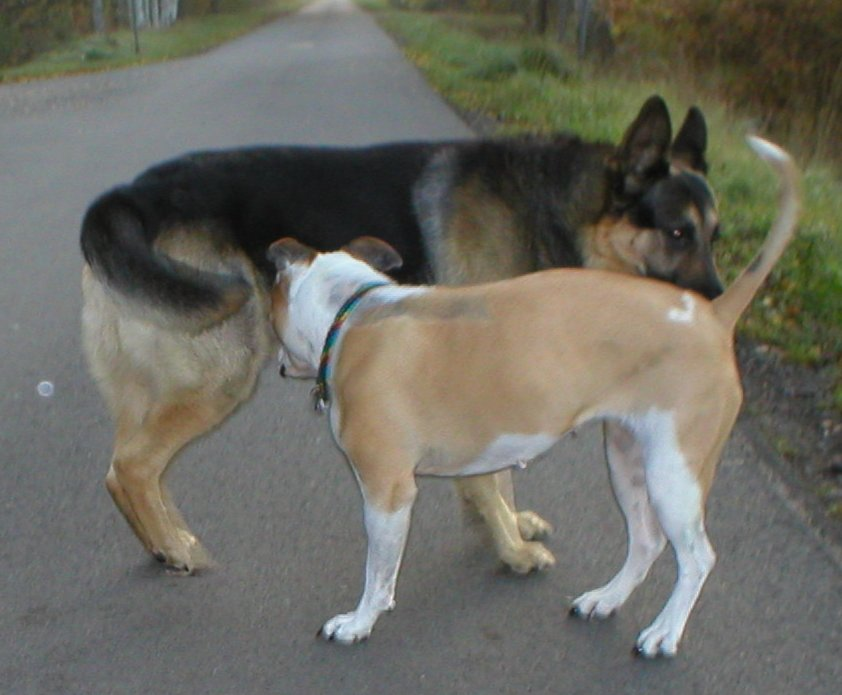
Honden die vertrouwd zijn met elkaar likken soms elkaars gezicht bij wijze van begroeting, om daarna aan elkaars geurklieren te ruiken.

Zichtsignalen komen in de plaats van de geurinformatie zodra honden elkaar tegenkomen. Honden die elkaar niet kennen, nemen elkaar van top tot teen op. Eerst staan ze onbeweeglijk tegenover elkaar, daarna lopen ze langzaam en uiterst voorzichtig naar elkaar toe. Vaak maken ze allebei een bolle rug, iets wat ook als een dreigend gebaar kan worden opgevat. Als de eerste indruk positief is, besnuffelen ze elkaar aan de kop en snuit voordat ze zich tot de genitaliën wenden.

#### Het reukvermogen
Het reukvermogen is heel erg ontwikkeld. De receptoren bevinden zich in de neus aan beide zijden.
Als honden elkaar ontmoeten, controleren ze elkaars geur. Honden laten ook geur achter door met hun achterpoten te krabben na de ontlasting.
Honden gebruiken geurvlaggen om hun territorium af te bakenen, om de geurkenmerken van andere honden te lezen net als mensen hun ochtendkrant. De achtergelaten urine of uitwerpselen bevatten informatie over geslacht, gezondheid, sociale status en hormoonhuishouding van de betreffende hond. Honden kunnen via de geur zelfs te weten komen of een ander dier bang is. Bange honden produceren chemische stoffen, zogenaamde feromonen, wanneer er gevaar dreigt. Dit is ook de reden waarom zoveel dieren bang zijn bij een bezoek aan de dierenarts ook al hebben ze vroeger nooit een traumatische ervaring gehad. Door hun gevoelige neus weten honden precies welke soortgenoten in de buurt zijn en of het bekende of onbekende honden zijn.

## Communicatie tussen honden
Honden die emotie's communiceren via lichaamstaal werden geïllustreerd in Charles Darwin zijn boek, The Expression of the Emotions in Man and Animals, gepubliceerd in 1872.

Illustraties uit het boek van Charles Darwin
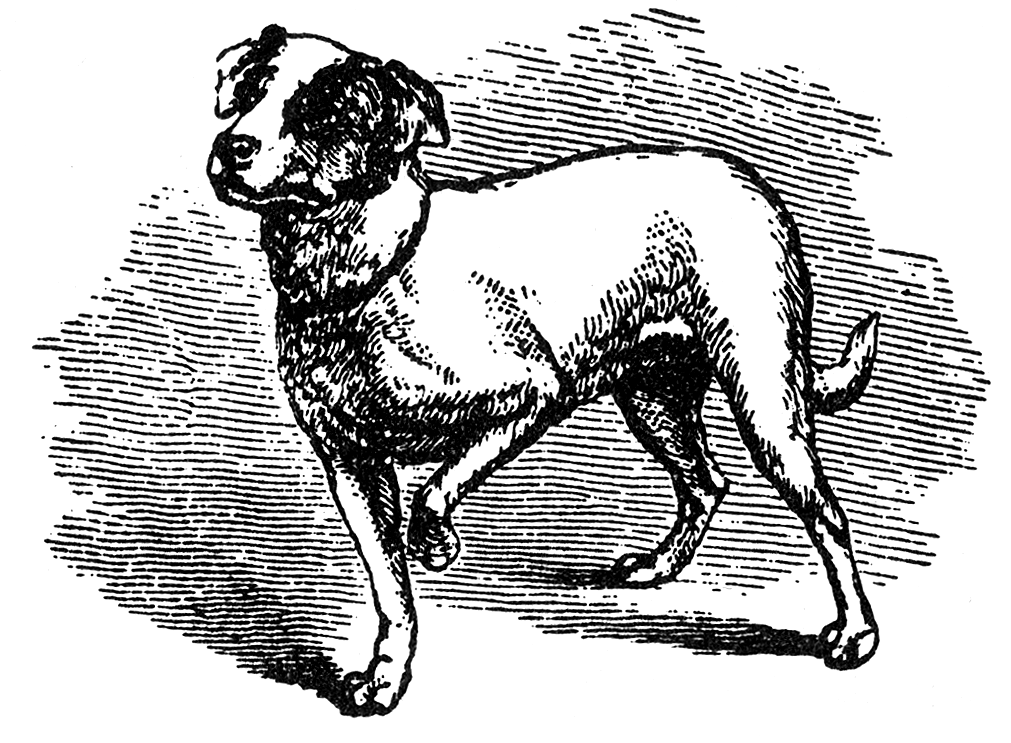
"Kleine hond die kijkt naar een kat op tafel."
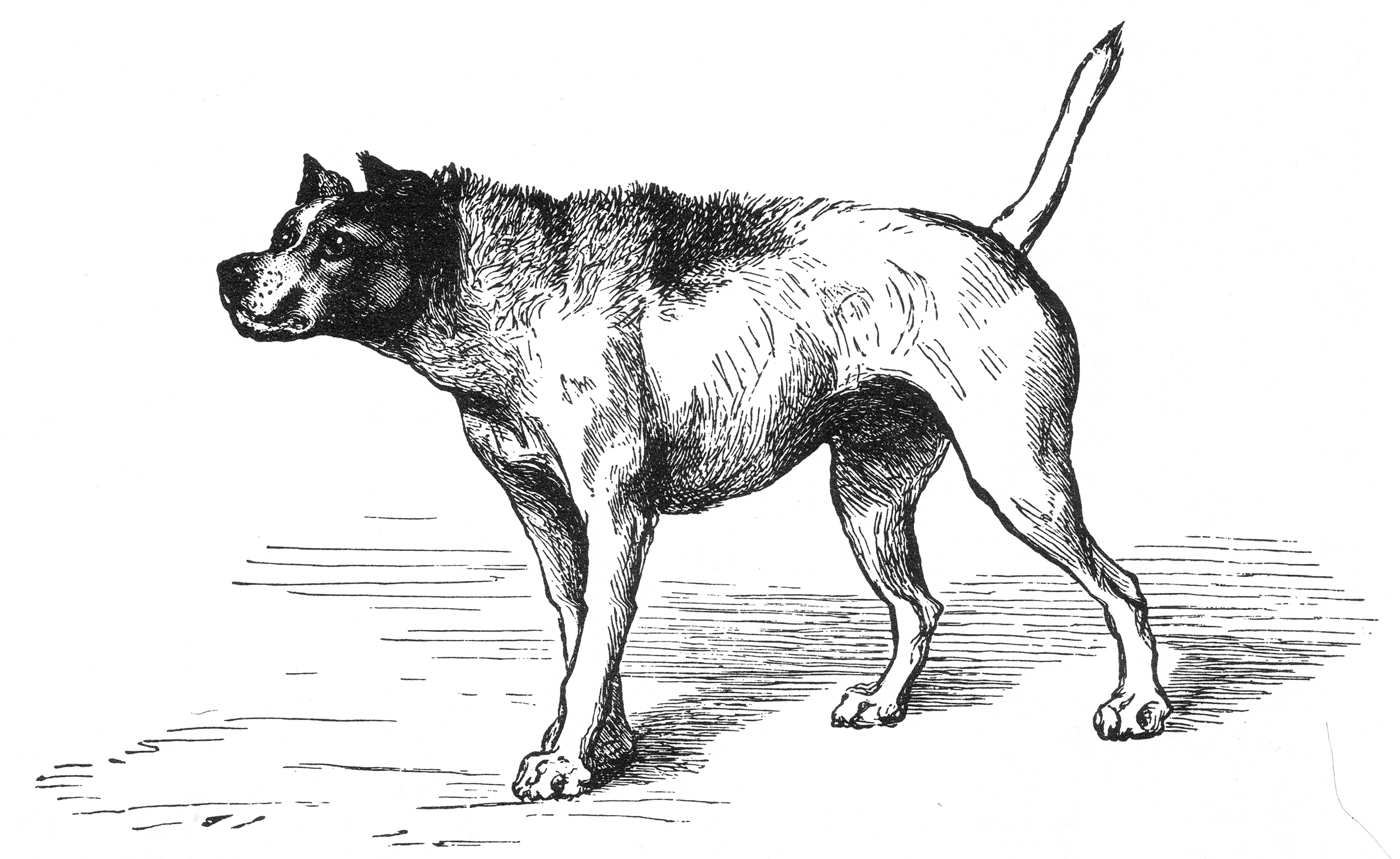
"Een hond die een andere hond op een agressieve manier benadert."
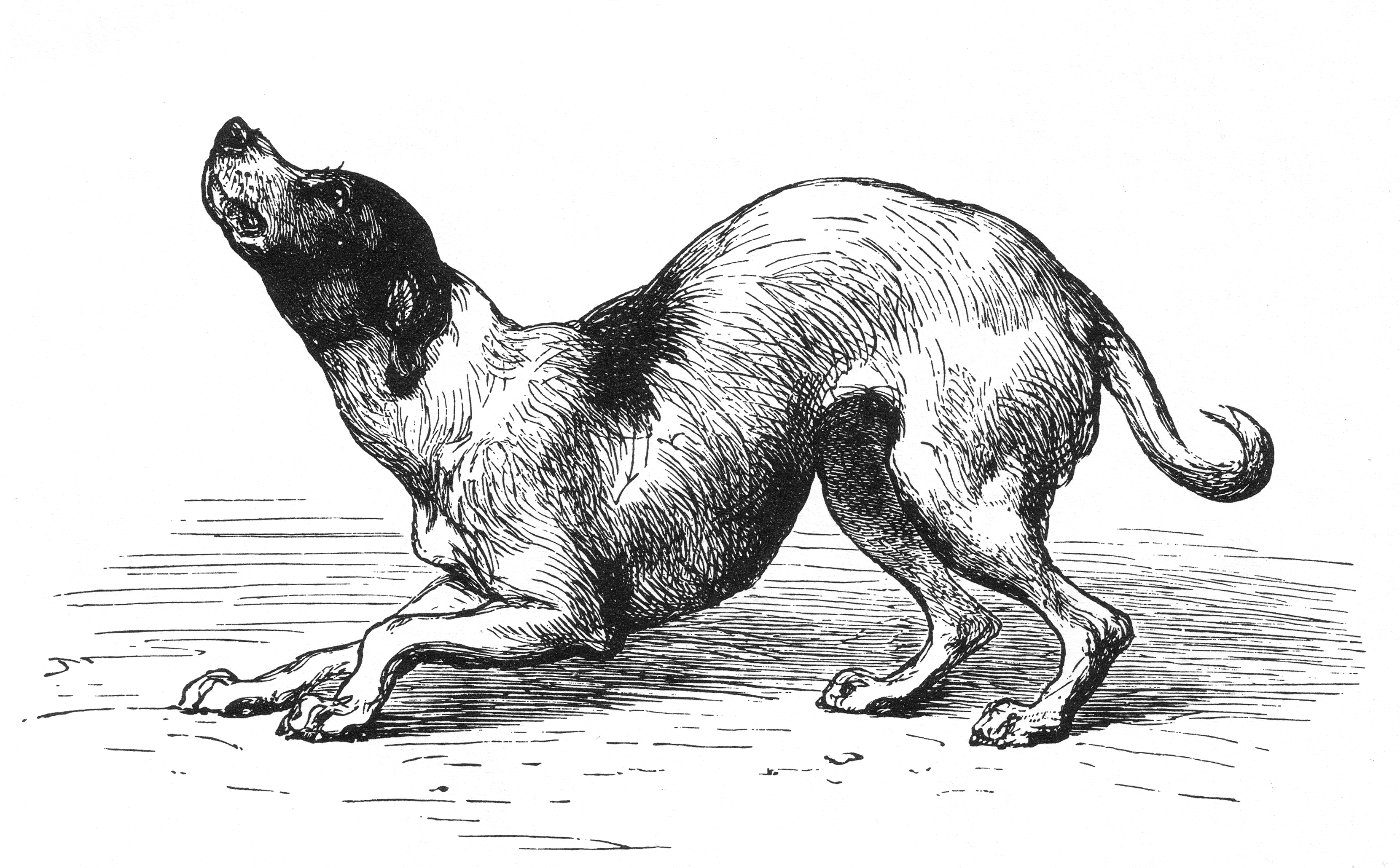
"Hond in een nederige en liefdevolle gemoedstoestand."
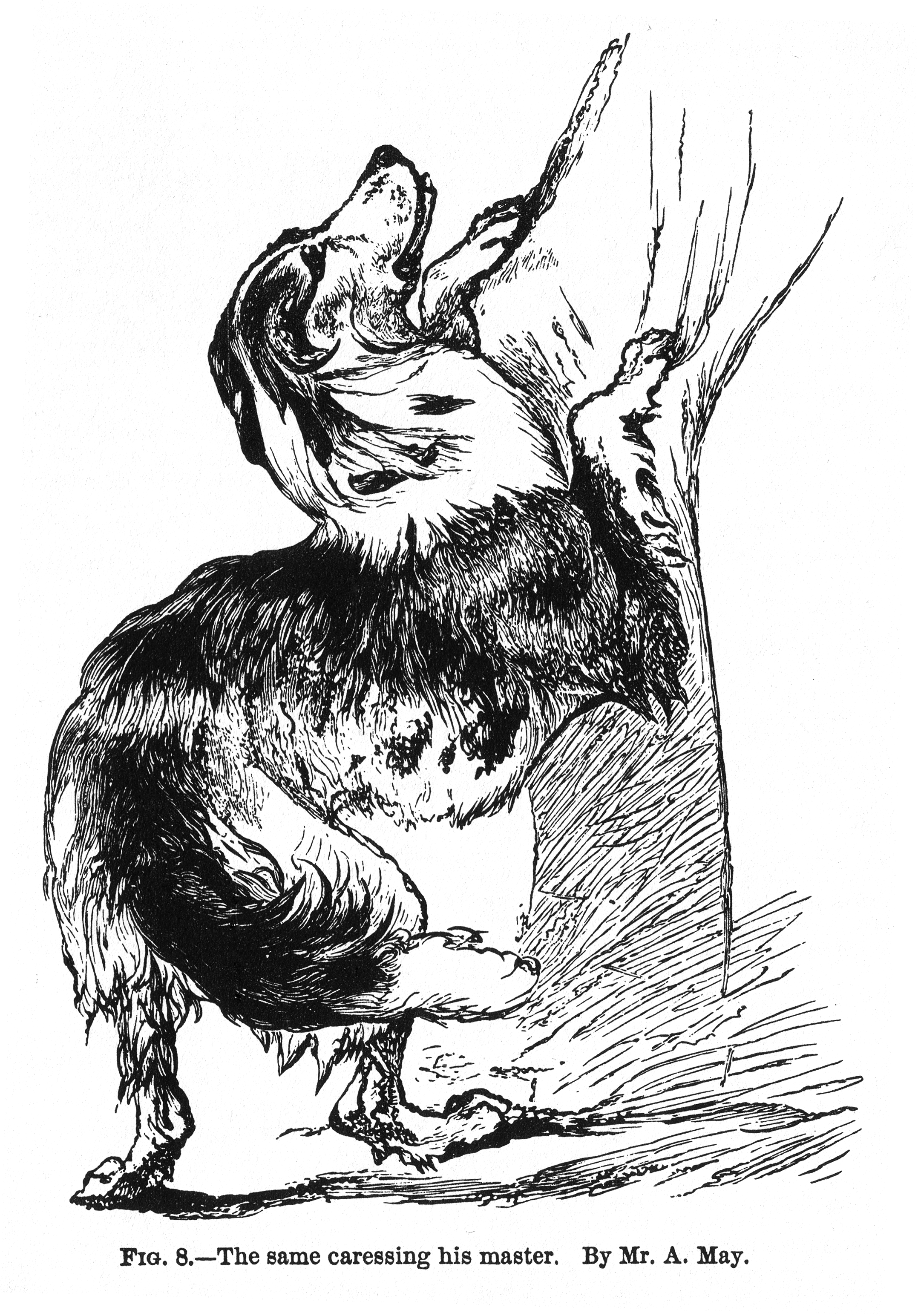
"Hond die zijn baasje aait."
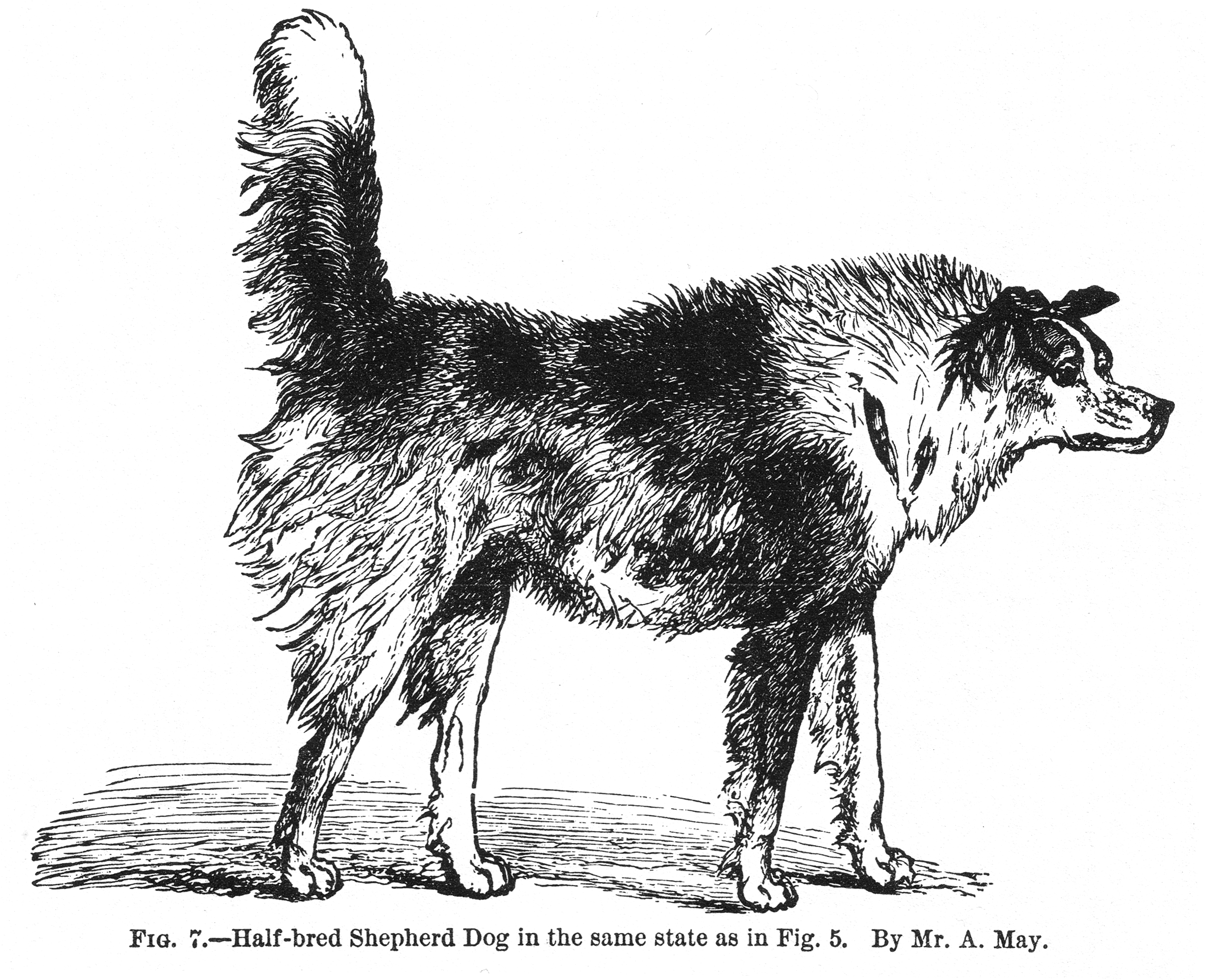
Herdershond-kruising.
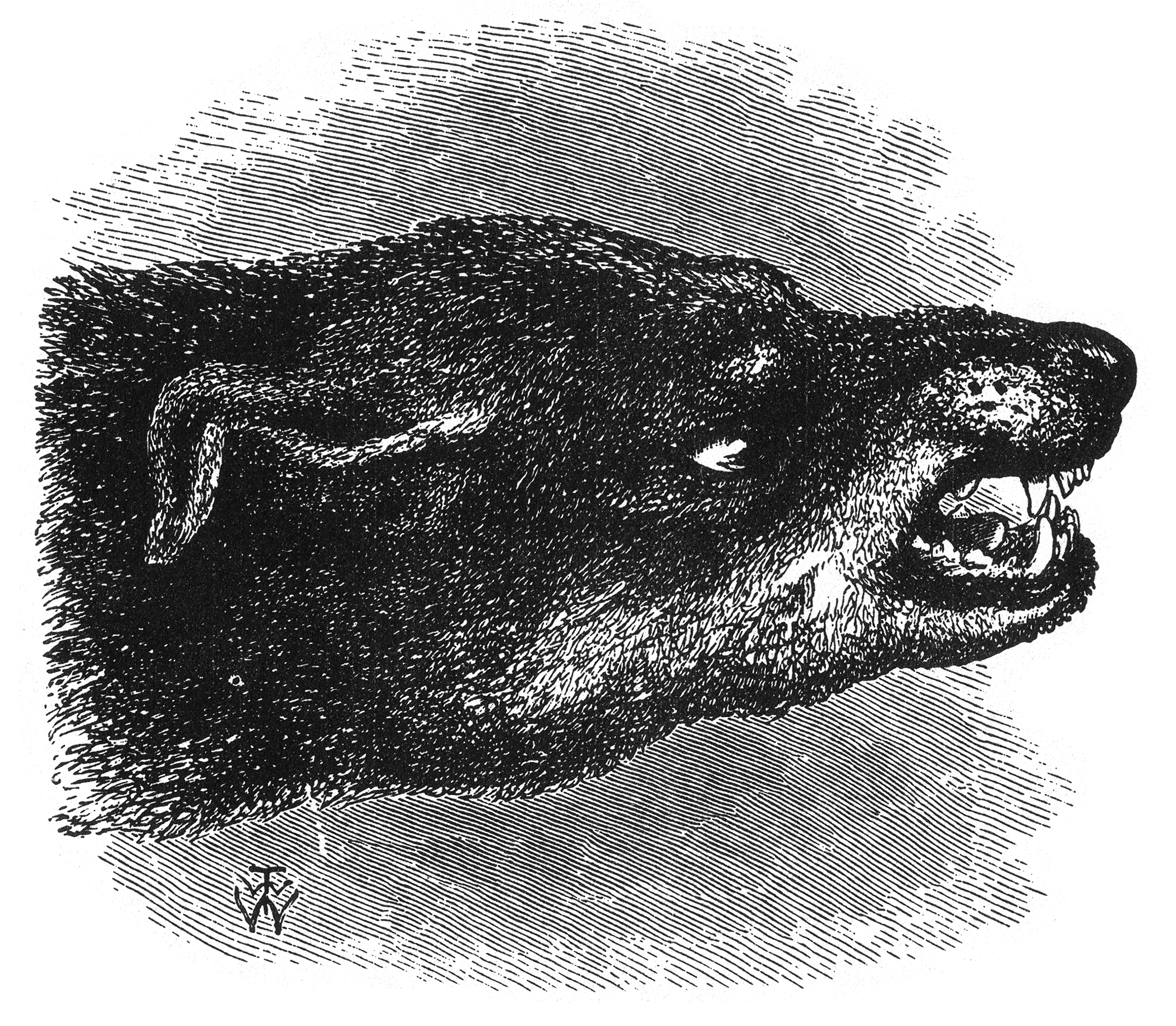
"Hoofd van een grommende hond."

### Kalmerende signalen
De bekende hondengedragstherapeute, Turid Rugaas, heeft uitvoerig besproken hoe honden communiceren. In situaties van stress gebruiken ze kalmerende signalen. Hiermee willen ze aan de andere hond of persoon kenbaar maken dat ze de situatie niet meer aankunnen en dat ze even willen gerust gelaten worden. In haar boek, On Talking Terms with Dogs, identificeert ze ongeveer 30 signalen dat zij "kalmerende signalen" noemt. Over het begrip van dominantie en onderdanigheid wordt veel gedebatteerd.
In haar boek gebruikt ze deze termen niet om gedrag te differentiëren. Ze beschrijft kalmerende signalen als een manier voor honden om zichzelf of andere honden en mensen te kalmeren.
De kalmerende signalen die zij beschrijft zijn:

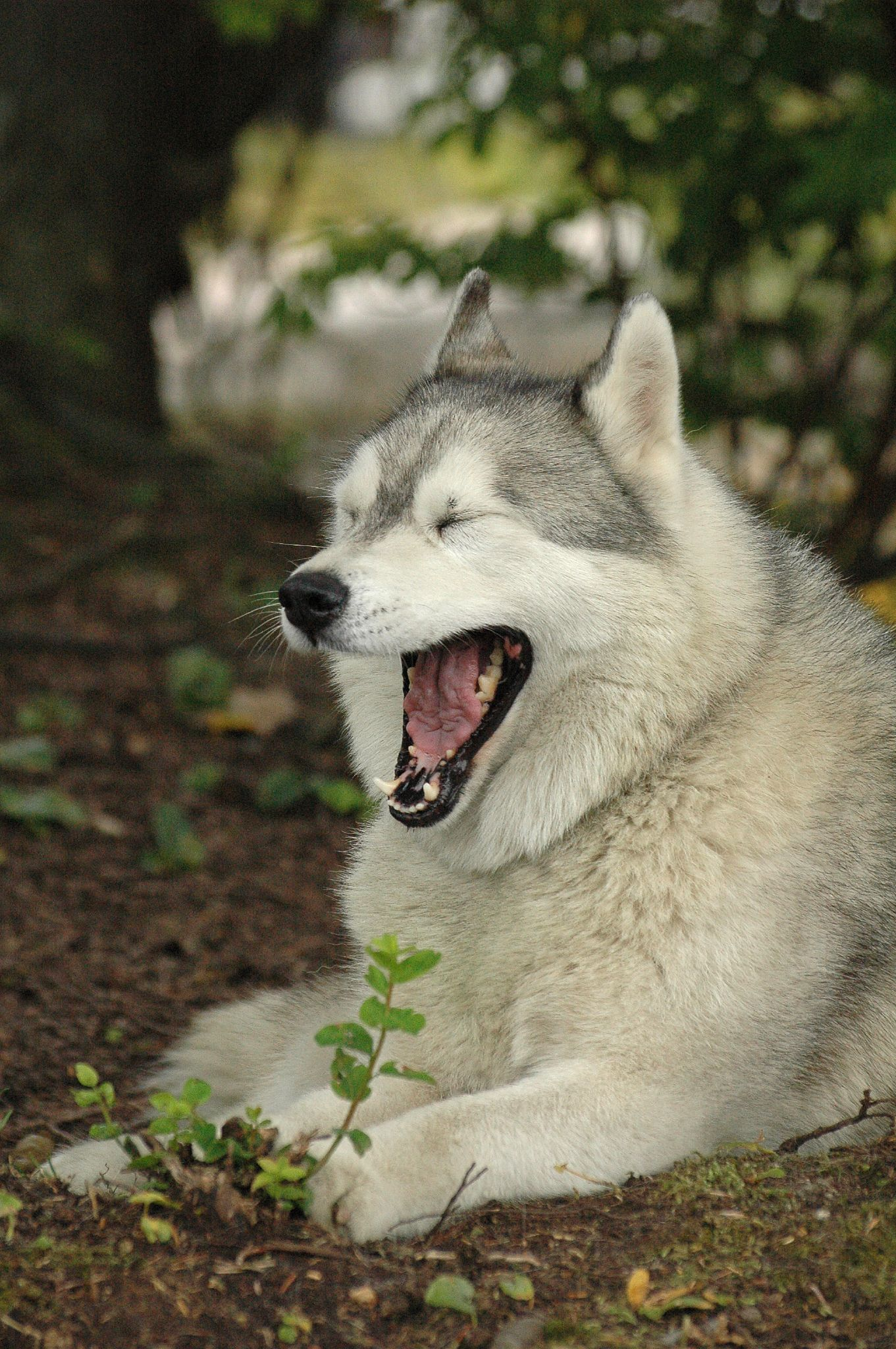
Een geeuwende hond

- Geeuwen
- Iets anders doen
- In een bocht voorbij wandelen
- Liggen
- Likken
- Markeren
- Snuffelen
- Speelboog
- Trage bewegingen
- Verdelen
- voorste poot opheffen.
- Wegkijken
- Zitten

#### Geeuwen
Net zoals bij mensen zal een hond geeuwen wanneer deze moe is. Dit helpt hem of haar om wakker te blijven. Een hond geeuwt ook wanneer deze last heeft van stress, of wanneer hij of zij agressieve signalen ontvangt van een andere hond. Het kan gebruikt worden als een pacificerend signaal maar niet als een onderdanig signaal. Zowel honden als mensen kunnen een agressieve situatie ontwapenen door hun hoofd weg te draaien en te geeuwen. Geeuwen wordt ook gezien als een kalmerend signaal.

#### Likken

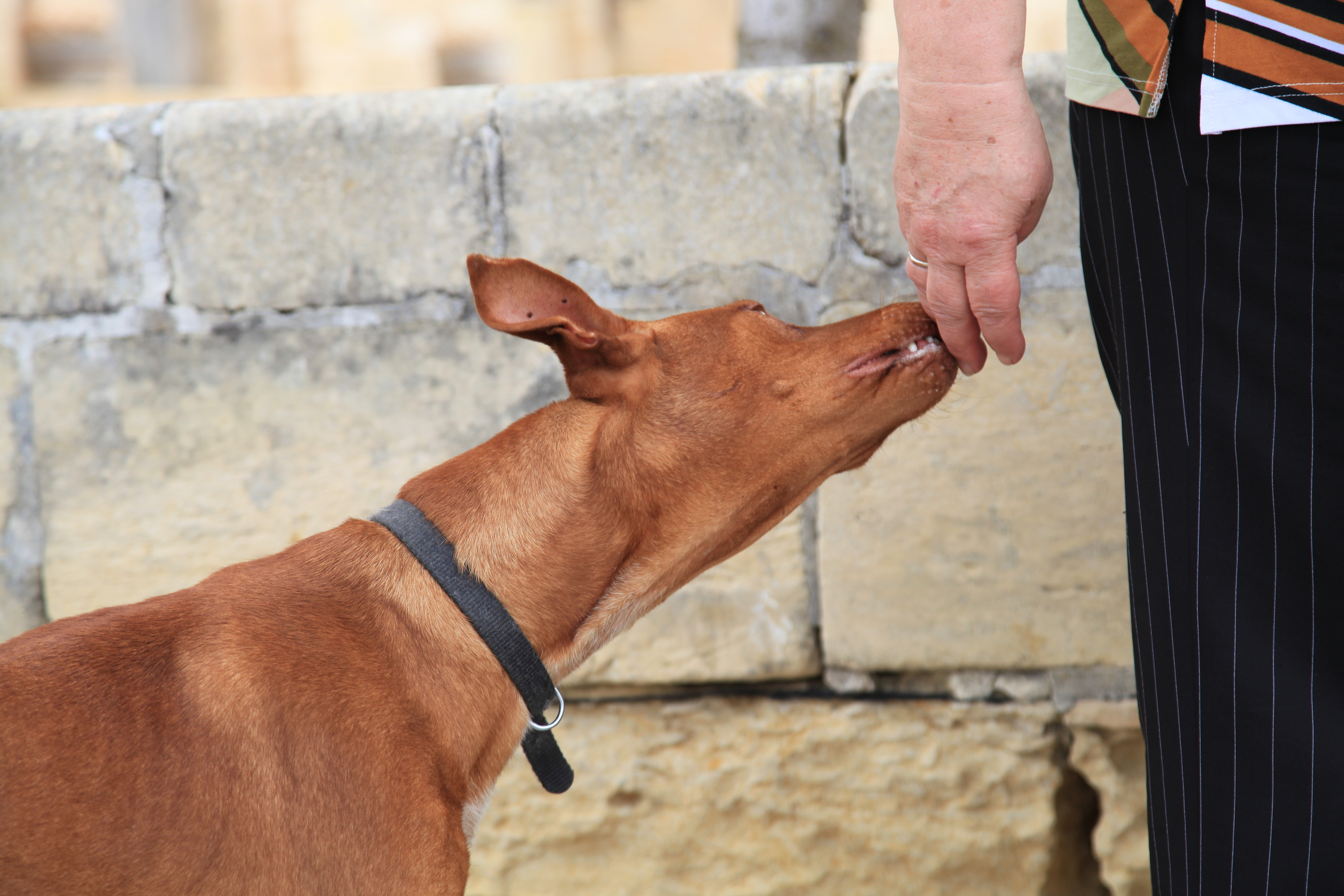
Likken kan verschillende betekenissen hebben afhankelijk van de context.

Likken kan verschillende dingen betekenen gebaseerd op de context en mag niet simpelweg geïnterpreteerd worden als het geven van affectie. Honden die vertrouwd zijn met elkaar likken soms elkaars gezichten alvorens ze gaan ruiken aan geurklieren en andere lichaamsdelen waar er een sterke lichaamsgeur is als de mond, neus, anus en de geslachtsdelen. Dit gesnuffel om elkaar te begroeten en te identificeren kan ook omslaan tot likken. In de context van een paring wordt er veel enthousiaster en intenser gesnuffeld en gelikt dan bij een simpele begroeting. Likken kan ook informatie communiceren in verband met dominantie, intenties en gemoedstoestand, en net zoals het geeuwen is dit voornamelijk pacificerend gedrag. Alle pacificerende gedragingen bevatten elementen van puppy-gedrag, inclusief likken. Puppy's likken zichzelf en hun nestgenoten voor hygiëne maar ook om een band op te bouwen. Later in hun leven wordt likken niet meer gedaan om zichzelf of een ander schoon te maken, het heeft dan enkel nog de functie als een ritueel gebaar om vriendelijkheid aan te tonen. Als een hond gestresseerd is kan het zijn dat deze de lucht begint te likken, begint te likkebaarden, of gaat liggen en zijn of haar poten en lichaam begint te likken. Likkebaarden en snuffelen worden ook gezien als kalmerende signalen.

#### Markeren
Honden laten hun geurberichten vooral achter in de vorm van uitwerpselen en urine. Ze proberen zo opvallend mogelijk te plassen tegen een opstaande hindernis door een poot op te heffen of de uitwerpselen een beetje op te hopen.

#### Snuffelen
Honden brengen heel veel tijd door met snuffelen. Ze besnuffelen elkaar, ze snuffelen naar boodschappen op bepaalde, daarvoor voorziene plaatsen en verkrijgen van grote afstanden 'luchtpost' via chemische partikels in de lucht. De geur van een loopse teef kan zelfs van grote afstand worden waargenomen.

## Communicatie tussen hond en mens
Om harmonisch te kunnen samenleven is het belangrijk dat mensen en honden elkaar begrijpen. Daarom is het best voor de eigenaar dat deze beschikt over een basiskennis over de persoonlijkheid, mogelijkheden en de gedragingen van een hond. Slechts weinig dieren beschikken over een dermate veelzijdigheid aan vorm, grootte, vachtstructuur en gedragingen als de hond. Zowel mensen als honden worden gekenmerkt door complexe sociale levens met rijke communicatiesystemen, maar het is ook mogelijk dat honden, op grond van hun afhankelijkheid van mensen voor voedsel, gespecialiseerde vaardigheden hebben ontwikkeld voor het herkennen en interpreteren van menselijke maatschappelijke communicatieve signalen. Er zijn vier basishypotheses voorgesteld om dit te ondersteunen:
1. Honden leren door middel van hun interacties met mensen te reageren op menselijke sociale aanwijzingen door middel van het simpele proces van conditionering.
2. Door domesticatie hebben honden niet enkel geleerd om niet bang te zijn van mensen, maar hebben ze ook geleerd om hun vaardigheid om problemen op te lossen toe te passen op interacties met mensen. Hun talent om mensen te kunnen lezen is een onbedoeld, maar wel handig bijproduct van hun domesticatie.
3. De co-evolutie van honden en mensen heeft ervoor gezorgd dat honden de cognitieve vaardigheden niet alleen hebben ontwikkeld om te reageren op mensen, maar ook om onze mentale toestand te begrijpen; de zogenaamde theory of mind.
4. Honden zijn als het ware 'voorgeprogrammeerd' om menselijke communicatie te begrijpen. In essentie worden ze geboren met een ingebouwde 'voorsprong' die hen helpt met het leren begrijpen van menselijke gebaren op dezelfde manier als hoe een witkruingors de zang van zijn soort leert en hoe eendenkuikens inprenten op hun eigen soort.

### Wijzen

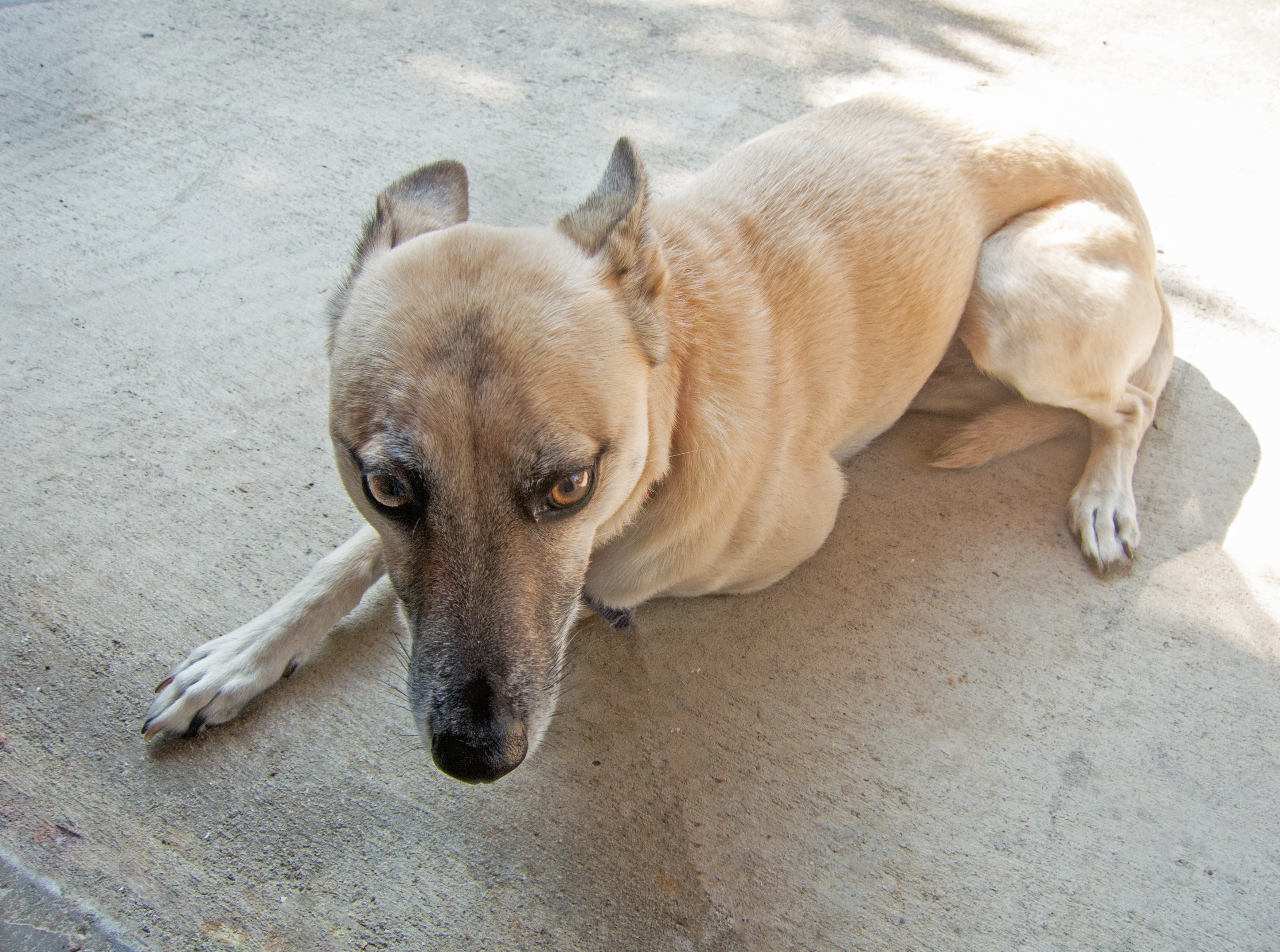
Staart tussen de poten, al liggend, oren naar achteren, stijf lichaam – een onderdanige hond die bezorgd of angstig is.

Met de vinger naar iets wijzen is een specifiek menselijk gebaar dat referentieel is in zijn natuur, en een fundamenteel bouwsteen is van de menselijke communicatie. Een baby verwerft deze vaardigheid weken voordat hij of zij een eerste woordje zegt. In 2009 was er een studie die reacties van honden en zuigelingen op verschillende aanwijzende gebaren vergelijkt. Uit deze studie bleek dat er weinig verschil was tussen de prestaties van tweejarige kinderen en honden, terwijl de prestaties van de driejarig kinderen opvallend beter waren dan die van de honden. De resultaten toonden ook aan dat alle honden en kinderen in staat waren hun vorige ervaringen te kunnen generaliseren om zo te kunnen reageren op relatief nieuwe aanwijzende gebaren. Deze bevindingen suggereren dat honden een gelijksoortig prestatieniveau hebben als twee jaar oude kinderen. Dit kan toegeschreven worden aan hun gezamenlijke uitkomst in hun evolutionaire geschiedenis, alsook aan hun socialisatie in een menselijke omgeving.
Honden begrijpen niet alleen een wijzend gebaar, maar ze begrijpen ook wanneer we met onze ogen iets aanduiden. Een hond is dus een van de weinige dieren die instructies kan afleiden uit oogcontact.